# Пйобезі-д'Альба
Пйобезі-д'Альба (італ. Piobesi d'Alba, п'єм. Piobs) — муніципалітет в Італії, у регіоні П'ємонт, провінція Кунео.
Пйобезі-д'Альба розташоване на відстані близько 490 км на північний захід від Рима, 45 км на південний схід від Турина, 55 км на північний схід від Кунео.
Населення — 1284 особи (2014).
Щорічний фестиваль відбувається 16 липня. Покровитель — Madonna del Carmine.

## Демографія
Населення за роками:

Станом на 1 січня 2023 року в муніципалітеті офіційно проживало 80 іноземців з 14 країн, серед них 36 громадян країн Євросоюзу та 1 громадянин України.

## Сусідні муніципалітети
- Альба
- Корнеліано-д'Альба
- Гуарене